# Ion (mytologi)
Denna artikel behandlar Ion i den grekiska mytologin. För andra betydelser, se Ion
Ion (antik grekiska Ἴων, Íon, från Ἴωνος, Íonos, "gång, gående") var inom grekisk mytologi jonernas stamfader. Han var sonson till Hellen, son till Kreusa av Aten och Xuthos eller Apollon, och bror till Achaios och Doros. Han är titelämnet i en av Platons dialoger. Även Euripides drama Ion finns bevarat och är översatt till svenska, av Rudolf Röding (1932) och Tord Bæckström (1966).